# Elliot Goldenthal
Elliot Goldenthal (New York, 2 mei 1954) is een Amerikaans filmcomponist. Hij won een Oscar voor de film Frida (2002). Hij werkte ook al meermaals samen met regisseur Michael Mann en verzorgde de soundtrack van bekende films als Alien³ (1992), Batman Forever (1995), Michael Collins (1996) en S.W.A.T. (2003).

## Biografie
Elliot Goldenthal werd geboren in het New Yorkse stadsdeel Brooklyn. Hij was de jongste zoon van het gezin. Zijn vader was een huisschilder en zijn moeder was naaister. Elliots vader was joods, zijn echtgenote katholiek.
Hij ging op jonge leeftijd naar de John Dewey High School in Brooklyn. Hij spitste zich er op allerlei muziekgenres toe. In de jaren zeventig trad hij met verscheidene rockgroepjes op. Vervolgens ging hij muziek studeren aan de prestigieuze Manhattan School of Music. Hij kreeg les van componist John Corigliano, naar wie hij erg opkeek. In 1977 behaalde hij zijn bachelordiploma en in 1979 zijn masterdiploma.
In 1982 leerde Goldenthal zijn vriendin Julie Taymor kennen, een regisseur. Ze wonen samen in een appartement in New York. Vanaf eind jaren zeventig begon Goldenthal ook filmsoundtracks te componeren. Eerst werkte hij aan enkele onbekende projecten mee, later werkte hij samen met enkele prominente regisseurs zoals Neil Jordan, Gus Van Sant, David Fincher en Michael Mann.
In 1989 schreef Goldenthal de soundtrack voor de cultfilm Drugstore Cowboy van Van Sant. Enkele jaren later schreef hij de soundtrack van de scifi-film Alien³ (1992) van David Fincher. In 1994 componeerde hij de muziek van Interview with the Vampire: The Vampire Chronicles, een film van Neil Jordan met onder meer Tom Cruise en Brad Pitt. In 1995 werd hij voor die soundtrack genomineerd voor een Academy Award. Dat jaar werkte hij ook voor de eerste keer samen met Michael Mann. Hij componeerde de soundtrack van Manns bekendste film, Heat. 
Neil Jordan en Goldenthal werkten in 1996 nog een keer samen. Deze keer deed hij de soundtrack voor de biografische film Michael Collins. Het leverde zijn tweede nominatie voor een Oscar op. Pas in 2003, bij zijn derde nominatie, won Goldenthal de Oscar. Hij ontving het beeldje voor de muziek van de film Frida (2002). Voor die film, die geregisseerd werd door zijn partner Julie Taymor, won hij ook een Golden Globe. In 2007 verzorgde Goldenthal de soundtrack van Across the Universe, ook een film van Taymor. In 2009 schreef Goldenthal de soundtrack voor Michael Manns Public Enemies. Dat was reeds de vierde samenwerking met Mann. Goldenthal zorgde eerder al voor de muziek van Heat (1995), Collateral (2004) en Miami Vice (2006).

## Prijzen en nominaties

### Academy Award
- 2003 - (gewonnen) Best Music, Original Score - Frida (2002)
- 2003 - (genomineerd) Best Music, Original Song - Frida (2002)
- 1997 - (genomineerd) Best Music, Original Dramatic Score - Michael Collins (1996)
- 1995 - (genomineerd) Best Music, Original Score - Interview with the Vampire: The Vampire Chronicles (1994)

### Golden Globe
- 2003 - (gewonnen) Best Original Score - Motion Picture - Frida (2002)
- 1997 - (genomineerd) Best Original Score - Motion Picture - Michael Collins (1996)
- 1995 - (genomineerd) Best Original Score - Motion Picture - Interview with the Vampire: The Vampire Chronicles (1994)

### Emmy Award
- 2004 - (genomineerd) Outstanding Music Composition for a Miniseries, Movie or a Special (Dramatic Underscore) - Great Performances: Dance in America

### Grammy Award
- 2008 - (genomineerd) Best Compilation Soundtrack Album for Motion Picture, Television or Other Visual Media - Across the Universe (2007)
- 1997 - (genomineerd) Best Instrumental Composition Written for a Motion Picture or for Television - A Time to Kill (1996)
- 1996 - (genomineerd) Best Instrumental Composition Written for a Motion Picture or for Television - Batman Forever (1995)

## Filmografie
- 1979: Cocaine Cowboys
- 1980: Blank Generation
- 1989: Pet Sematary
- 1989: Drugstore Cowboy
- 1991: Grand Isle
- 1992: Alien 3
- 1993: Demolition Man
- 1993: Golden Gate
- 1994: Interview with the Vampire: The Vampire Chronicles
- 1994: Cobb
- 1995: Batman Forever
- 1995: Voices
- 1995: Heat
- 1996: A Time to Kill
- 1996: Michael Collins
- 1997: Batman & Robin
- 1997: The Butcher Boy
- 1998: Sphere
- 1999: In Dreams
- 1999: Titus
- 2001: Final Fantasy: The Spirits Within
- 2002: Frida
- 2002: The Good Thief
- 2003: S.W.A.T.
- 2004: Collateral (song "Steel Cello Lament", overige James Newton Howard)
- 2006: Miami Vice (song "Fate Scrapes", overige John Murphy)
- 2007: Across the Universe
- 2009: Public Enemies
- 2010: The Tempest
- 2014: A Midsummer Night's Dream
- 2017: Our Souls at Night
- 2020: The Glorias